# Stefania Ulanowska
Stefania Ulanowska (ur. 1839 na Białorusi, zm. po 1912) – pisarka i folklorystka, jedna z pierwszych polskich etnolożek; współpracowniczka polskiej Akademii Umiejętności w Krakowie; badaczka symboliki ludowej, problematyki obyczajowej i języka łatgalskiego.

## Życiorys
Dokładne miejsce i data urodzenia Stefanii Ulanowskiej nie są znane. Z jej opowiadania Dziewięć i pół dusz. Z pamiętnika starej obywatelki (1912) wynika, że urodziła się w 1839 roku na „ukochanej Białorusi”, którą mogła być wschodnia, białoruska część guberni witebskiej lub północno-wschodnie krańce guberni mohylewskiej. Jej ojcem był Edmund Bolewski, a matką Józefa Gacaska. Ojciec zmarł wcześnie, dlatego Stefanię wychowywała matka. Była także jej pierwszą nauczycielką. W późniejszych latach Stefania „pobierała systematyczną naukę”, jednak szczegóły nie są znane.
2 czerwca 1860 roku poślubiła Władysława Ulanowskiego herbu Sulima w kościele Stefani w Maryenhausie. Władysław skończył prawo oraz medycynę. Dwa lata później w Baltynowie urodził się ich jedyny syn, Adam. Tego roku rodzina przeprowadziła się do Wilna. Mieszkała tam jednak krótko ze względu na powstanie styczniowe i zesłanie Władysława do Rosji. W 1871 roku, po powrocie z Rosji, Ulanowscy przenieśli się do Krakowa, gdzie Władysław zamierzał uzyskać stopień doktora medycyny, jednak dwa lata później zmarł na cholerę. Ulanowska wraz z synem przenieśli się z powrotem na Łotwę.
W kolejnych latach Ulanowska wiele podróżowała, co było związane z edukacją syna, a także badaniami terenowymi, które prowadziła. Wiele faktów z jej życia znanych jest z jej korespondencji z J. A. Karłowiczem. Pod koniec życia wróciła prawdopodobnie na rodzinną Białoruś, co można wywnioskować z jednego z ostatnich napisanych przez nią utworów, Dziewięć i pół dusz… Data i miejsce okoliczności śmierci Stefanii, a także szczegóły pochówku nie są znane.

## Praca zawodowa

### Działalność naukowa
Działalność naukowa Stefanii Ulanowskiej rozpoczęła się w 1883 wraz z jej pierwszą publikacją Godne święta w górach. Jednakże, z tej samej lektury wynika, że już wcześniej prowadziła – jak to sama określiła – „poszukiwania ludowe”. Wzrost liczby badań w tym czasie był najprawdopodobniej związany z usamodzielnieniem się syna. Pod koniec lat 80 mieszkała w Wielonach, gdzie zbierała materiały i pisała pracę naukową o Łotyszach z tej okolicy. W latach 90 przeprowadziła się do Moskwy, gdzie pisała korespondencje do „Kuriera Warszawskiego”, a także wzięła udział w zbiorowym dziele Upominek. Książka zbiorowa na cześć Elizy Orzeszkowej. W tym czasie pracowała również jako nauczycielka domowa. Badaczka posługiwała się językami rosyjskim, angielskim, francuskim, niemieckim oraz łatgalskim. Nauczyła się ich w drodze samokształcenia.

### Dorobek naukowy
Ulanowska była jedną z ośmiu kobiet, które w drugiej połowie XIX wieku zbierały materiały ludoznawcze i wysyłały je do Akademii Umiejętności w Krakowie. W wydawnictwach Akademii opublikowano również ponad 60 tekstów jej autorstwa. Były to tytuły w dziedzinie literatury pięknej, nowele, sztuki teatralne, a przede wszystkim eseje o symbolice ludowej, a także kilka monografii. Do tych ostatnich zaliczają się prace o kulturze ludowej wsi Łukówiec, o Łotyszach z Wielon i okolic oraz o kulturze mieszkańców Woli Filipowskiej i wsi Ponice. W ocenie Rataja, są one szczególnie interesujące dla etnografów, ponieważ jej opracowania oparte są na dogłębnej znajomości opisywanej rzeczywistości, a metody, które stosowała podczas badań terenowych były nowoczesne jak na owe czasy. Stosowała obserwację uczestniczącą oraz przeprowadzała wywiady. Tematy, jakie podejmowała, również wykraczały poza ramy czasowe, w jakich żyła, dotykając m.in. obyczajowość seksualną czy problematykę obyczajową grup nienależących do grupy dominującej.

### Łotysze Inflant polskich [...]
Jednym z jej najważniejszych i najobszerniejszych dzieł są trzytomowe Łotysze Inflant polskich, a w szczególności z gminy wielońskiej pow. Rzeżyckiego. Obraz etnograficzny przez Stefaniję Ulanowską. Prace te, będące wynikiem badań terenowych nad łatgalską odmianą języka łotewskiego, zostały opublikowane w „Zbiorze Wiadomości do Antropologii Krajowej”. Są one zbiorem łatgalskich pieśni, przysłów, bajek i zagadek, przetłumaczonych na język polski. W 2011 roku reedycja dzieł Ulanowskiej została wydana przez łotewskich badaczy.

## Wybrane publikacje
- Godne święta w górach (1883)
- Co to jest rękawka? (1884)
- Róża w poezyi i obyczaju naszym i obcym (1886, Tygodnik Ilustrowany)
- Na ojcowiźnie. Dramat w 5 aktach. Ulanowska Stefania i Szczepański Alfred (1889, Biblioteka Dwutygodnika Illustrowanego „Świat”)
- Łotysze Inflant polskich, a w szczególności z gminy wielońskiej pow. Rzeżyckiego. Obraz etnograficzny przez Stefaniję Ulanowską, cz I–III (1891, 1892, 1895[6])
- Wystawa środkowo-azjatycka w Moskwie (1891)
- Na odmiennych nutach, [w:] Upominek. Książka zbiorowa na cześć Elizy Orzeszkowej (1866–1891) (1893)
- Dziewięć i pół dusz. Z pamiętnika starej obywatelki (1912)[7]